# 末田正雄
末田 正雄（すえだ まさお、1951年〈昭和26年〉7月18日 - ）は、NHKの元エグゼクティブアナウンサー。現在は嘱託職。

## 人物・来歴
広島県立呉三津田高等学校、明治学院大学卒業後1975年入局。入局以来、長く報道関連の番組を担当した。
高校在学中に、『NHK杯全国高校放送コンテスト』で全国5位に入賞した経験をもつ。
緊急地震速報チャイムの自動音声アナウンスを担当している。末田がNHKを定年退職した後も、引き続き使用されている。
2008年で、同期の桜井洋子ともども、NHKの内規による役職定年を迎えた。同時に『NHKニュース7』を降板。
深夜のラジオニュースを担当する際、ニュースを読み上げる前に「午前0時の時報をお伝えしました。日付変わって〇月●日△曜日です。（になりました。）ではこの時間のニュースです」などと切り出す。

## 現在の出演番組
- NHKニュース - ラジオニュース（日曜夜 - 月曜朝[注 2]、木曜日の日勤[注 3]、金曜夜 - 土曜朝[注 4]）この内、金曜夜 - 土曜朝に関しては、徳田章と隔週での担当となっている。木曜日の日勤、日曜夜 - 月曜朝に関しては、年末年始やGW、お盆などを問わずに、毎週担当している。

## 過去の出演番組
- FMリクエストアワー（NHK岡山放送局）
- NHKモーニングワイド 土曜6時台（総合テレビ、1992年度）
- NHKニュース (正午) 平日（総合、1993年度 - 1999年度）
- NHKニュース (午後6時) 平日（総合、1995年度 - 1999年度）
- NHKニュースおはよう日本 土日祝日（総合、2000年4月1日 - 2004年3月28日）[注 5]
- NHKニュース（午前10時） 土日祝日（総合、2000年4月1日 - 2004年3月28日）
- お元気ですか日本列島（総合）

※木曜日 2003.10 - 2004.4.22
※金曜日 2004.4.30 - 2005.3
※水曜日 2005年度
- 新日本紀行ふたたび ナレーション（総合、2006年度）
- NHKニュース7 土日祝日（総合、2004年4月3日 - 2008年3月30日）[注 6]
- NHKニュース（午後8時45分） 土日祝日（総合、2004年4月3日 - 2008年3月30日）
- NHKニュース9（総合、2004年度・2005年度、畠山智之休暇時の代理）
- いまこそ!ラジオルネサンス （2008年3月21日）
- ラジオデー 広げようラジオの魅力（2009年5月6日、午前の時間帯）
- 正午のNHKニュース（ラジオ第1・FM、2008年3月31日 - 2012年3月30日）[注 7]
- NHKきょうのニュース（ラジオ第1・FM、2008年3月31日 - 2012年3月30日）[注 8]
- 私も一言!夕方ニュース（ラジオ第1、2012年4月2日 - 2015年3月27日） - 進行役
- NHK BSニュース - 不定期（2016年度金曜深夜 - 日曜早朝の徹宵番）
- NHKけさのニュース（2018年1月16日[注 9]）
- NHKきょうのニュース（ラジオ第1・FM、野村正育の代理）（2019年8月5日 - 9日、2021年2月12日）
- Nらじ (ラジオ第1) 7時台キャスター ・野村正育の代理）（2019年8月5日 - 9日、2020年8月11日 - 14日）
- Nらじ (ラジオ第1) 6時台キャスター ・畠山智之の代理）（2020年6月8日 - 12日）
- ラジオニュース（火曜日・木曜日 午前11時30分のニュース 12時15分関東地方のニュース 午後1時・3時・4時・5時のニュース 2021年度まで）